# Velîkîi Lis, Korop
Velîkîi Lis (în ucraineană Великий Ліс) este un sat în comuna Krîskî din raionul Korop, regiunea Cernihiv, Ucraina.

## Demografie
Componența lingvistică a localității Velîkîi Lis
     Ucraineană (99,06%)
     Alte limbi (0,94%)
Conform recensământului din 2001, majoritatea populației localității Velîkîi Lis era vorbitoare de ucraineană (99,06%), existând în minoritate și vorbitori de alte limbi.